# 卡瑞维尔 (佛罗里达州)
卡瑞维尔（英語：Caryville），是美国佛罗里达州下属的一座城镇。建立于1965年。面积约 为8.1平方公里（约合3.1平方英里）。根据2010年美国人口普查，该市有人口411人。论人口在本州排行第 376。